# 徳島ひょうたん島水都祭
水都祭(旧称：徳島ひょうたん島水都祭)は、徳島県徳島市の藍場浜公園で毎年7月中旬に開催される祭典である。

## 概要
毎年7月13日から7月16日までの4日間に渡り開催され、イベントでは、徳島の伝統工芸である藍染めの体験や県内外から選ばれえた飲食のブースが約30店舗ほど立ち並ぶ。開催中は約2,000発の花火が打ち上げられる。舞台が設けられ、音楽コンサートが行われた。
エア遊具が複数設置され、新町川に浮かべた水上アスレチックや大量の水を使ったウォータースライダーがある。また、新町川でSUPやカヤックの体験もできる。

## 歴史
徳島市街地を流れる新町川を中心とした河川流域（ひょうたん島)及び水の環境の素晴らしさを再確認してもらうために2013年と2014年に開催した「徳島ひょうたん島博覧会」と、かつて市内で開催されていた「天神祭花火大会」を復活させるべく2013年と2014年に開催した「とくしま水都祭」の2事業が融合し、2015年に現在の「徳島ひょうたん島水都祭」が初開催された。

## 交通
- JR徳島駅より徒歩約5分。